# Southwellina hispida
Southwellina hispida är en hakmaskart som först beskrevs av Van Cleave 1925.  Southwellina hispida ingår i släktet Southwellina och familjen Polymorphidae. Inga underarter finns listade i Catalogue of Life.